# Open Archives Initiative
Het Open Archives Initiative (OAI) is een poging om een laagdrempelig uitwisselingskader te scheppen voor archieven 
met digitale content (digitale bibliotheken).
Het stelt organisaties (serviceproviders) in staat metagegevens te oogsten (van dataproviders). 
Deze metadata wordt gebruikt voor diensten met toegevoegde waarde, vaak door het combineren van verschillende databronnen.
De OAI organisatie bestaat uit verschillende gemeenschappen en wordt gefinancierd door fondsen van verschillende organisaties. 
OAI heeft zijn wortels in de open access-beweging en het bibliotheekwezen.